# Acide djenkolique
L'acide djenkolique, parfois écrit acide jengkolique, est un acide aminé soufré non protéinogène présent de façon naturelle dans les graines de jengkol, un arbre à fleurs de la famille des pois, originaire d'Asie du Sud-Est. Sa structure chimique est celle de deux résidus de cystéine reliés par un pont méthylène entre les deux atomes de soufre terminaux. Il est toxique pour l'homme, notamment pour les reins.
Cette toxicité provient de sa faible solubilité en milieu acide après l'absorption de graines de jengkol. L'acide aminé précipite en formant des cristaux qui provoquent l'irritation mécanique des tubules rénaux et de l'appareil urinaire, provoquant divers symptômes tels que douleurs abdominales, coliques, nausées, vomissements, dysurie, hématurie macroscopique et oligurie survenant entre deux et six heures après l'ingestion des graines.
L'analyse urinaire des patients révèle des érythrocytes, des cellules épithéliales, des protéines et des cristaux d'acide djenkolique en forme d'aiguilles. Une urolithiase peut également se constituer, avec l'acide djenkolique formant l'amorce.
Cette toxicité peut être traitée par hydratation afin d'accroître le débit urinaire et par alkalinisation de l'urine à l'aide de bicarbonate de sodium NaHCO3. Elle peut être prévenue en faisant bouillir les graines de jengkol, ce qui élimine l'acide djenkolique.
L'acide djenkolique a été préparé en 1947 par Armstrong et Du Vigneaud en faisant réagir directement 1 mol de formaldéhyde avec 2 mol de L-cystéine en solution aqueuse très acide.